# 大須のぶーちゃん
『大須のぶーちゃん』（おおすのぶーちゃん）は、矢場とんのキャラクター「ぶーちゃん」を主人公に据えたオリジナルアニメーション作品。2019年10月6日15時より「矢場とん 矢場町本店」横特設モニターにて公開されている。

## 概要
矢場とん社長・鈴木拓将の中学時代の同級生である監督・加藤道哉の「昔ながらの人情アニメを作りたい」という話をきっかけにアニメ化へ着手した。1話7分半で12話の予定。2019年10月時点で3話までが製作された。2022年8月8日より開催の「矢場とん祭り」にて4話・5話が公開。
公開は、本店横特設モニター・店内モニターのほか、大須商店街なども予定している。DVD発売・インターネット配信の予定はなく、当初は「大須に行かないと観られない」という方針を発表していた。2022年8月、期間限定にて第3話までをYouTubeで公開。
制作会社のサイクロングラフィックスのサイトでは、3.4話はセカンドシーズン扱いとなっている。

## 登場キャラクター
カッコ内は1（無印）、2（セカンドシーズン）への出演。キャストの大半は出身が愛知県となっている。
ぶーちゃん（1・2）
声 - 落合福嗣
古くから矢場とんに居候しているブタ。
たくろう（1・2）
声 - 戸松遥
矢場とんの長男。小学5年生。
姉ちゃん（1・2）
声 - 諏訪彩花
高校1年生。
父ちゃん（1・2）
声 - 櫻井孝宏
矢場とんの2代目。遊んでばかりいる。
母ちゃん（1・2）
声 - 小山茉美
矢場とんのおかみ。
じいちゃん（1・2）
声 - 岸尾だいすけ
矢場とんの初代当主。
観音様（1）
声 - 沢城みゆき
大須の観音様。
阿くん・吽くん（1）
声 - 小山剛志・青山穣
テツ（1・2）
声 - 小山剛志
安藤くん（1・2）
声 - 水田わさび
財閥の一人息子で、たくろうのライバル。
安藤くんパパ（1）
声 - 青山穣
センチネル（1・2）
声 - えなこ
安藤くんの執事ロボット。
メイドさんA・メイドさんB（2）
声 - 水田わさび・小山茉美
まいまい（2）
声 - えなこ
招き猫（2）
声 - 三ツ矢雄二
ゆいちゃん・めぐめぐ（2）
声 - 鬼頭明里
ナレーション（1・2）
声 - 沢城みゆき

## スタッフ
- 企画 - 矢場とん[8][9]
- 原作・製作 - 矢場とん、サイクロングラフィックス[8][9]
- 監督 - 加藤道哉[8][9]
- シリーズ構成・脚本 - 黒住光[8][9]
- プロダクションデザイン - 久保まさひこ[8][9]
- キャラクターデザイン - 浅野直之[8][9]
- 美術監督 - 東地和生[8][9]
- 色彩設計 - 笹愛美[8][9]
- CG監督 - 設楽友久[8][9]
- 撮影監督 - 飯田甘奈[8][9]
- 編集 - 江本徳泉[8][9]
- 音響監督 - 長崎行男[8][9]
- 音楽 - 藤澤慶昌[8][9]
- プロデューサー - 鈴木拓将、安藤重幸、加藤道哉[8][9]
- アニメーションプロデューサー - 吉野智美、江本徳泉[8][9]
- アニメーション制作 - サイクロングラフィックス[8][9]

## 主題歌
「希望にあふれた雨雲でいっぱい」
平賀さち枝による第1話 - 第3話オープニングテーマ。作詞・作曲は平賀が担当。
「HOME TOWN」
BMK（旧：BOYS AND MEN研究生）による第4話・第5話オープニングテーマ。作詞はYUMIKO、作曲は成本智美、編曲は賀佐泰洋。
「バリガチタッチダウン!!」
BMKによるエンディングテーマ。作詞はYUMIKOと草野将史、作曲・編曲は草野将史。
「もえきゅん革命宣言♡」
ななひらによる第5話挿入歌。作詞はNobara Kaede、作曲・編曲は藤澤慶昌。

## 各話リスト
| 話数  | サブタイトル       | 絵コンテ | 演出     | 作画監督 | 公開日         |
| ----- | ------------------ | -------- | -------- | -------- | -------------- |
| 第1話 | 父ちゃんの家出     | 加藤道哉 | 吉野智美 | 竹内進二 | 2019年 10月6日 |
| 第2話 | 観音様のなくしもの | 加藤道哉 | 吉野智美 | 林佳織   | 2019年 10月6日 |
| 第3話 | 幻のホームラン     | 加藤道哉 | 江本徳泉 | 後藤孝宏 | 2019年 10月6日 |
| 第4話 | 商店街のオバケ     | 加藤道哉 | 江本徳泉 | 岡 昭彦  | 2022年 8月8日  |
| 第5話 | 姉ちゃんはお年頃？ | 加藤道哉 | 吉野智美 | 竹内進二 | 2022年 8月8日  |